# Observatorio Vulcanológico de Montserrat
El Observatorio Vulcanológico de Montserrat (en inglés: Montserrat Volcano Observatory) es un observatorio de volcanes que se encuentra en la isla caribeña de Montserrat, donde el volcán Soufrière Hills (SHV) ha estado en erupción de forma activa desde 1995.
El personal del OMV describe sus actividades como "trabajo para reducir el impacto de la actividad volcánica mediante la vigilancia, la investigación, la educación y el asesoramiento".
El edificio del observatorio está situado en el pueblo de Flemmings, en la parroquia de San Pedro, en la parte norte de la isla.
Los vulcanólogos que hacen seguimiento e investigación de las actividades volcánicas en Montserrat vinieron bajo una enorme presión política para proporcionar asesoramiento adecuado después del primera erupción. Hasta 1995, el volcán había estado en silencio durante siglos. Después de algunas dificultades, los científicos involucrados comenzaron a utilizar modelos estadísticos para estimar las probabilidades de eventos particulares, un método bastante subjetivo, pero adecuada a la experiencia acumulada (incluyendo el conocimiento y la experiencia local). 